# نادي ميكي ماوس
ميكي ماوس كلوب هاوس أو نادي ميكي ماوس (بالإنجليزية: Mickey Mouse Clubhouse)، وعُرض على ديزني جونيور باسم ميكي ينادي يحيا ينادي هو مسلسل تلفزيوني تفاعلي للأطفال أمريكي، عُرض في الفترة من 5 مايو 2006 إلى 6 نوفمبر 2016. هذه السلسلة هي أول مسلسل رسوم متحركة على تلفزيون ديزني يستهدف أطفال ما قبل المدرسة. دُبلج المسلسل إلى العربية من قبل مركز الزهرة وعرض على قناة سبيستون تحت اسم ميكي ماوس.

## روابط خارجية
- نادي ميكي ماوس على موقع IMDb (الإنجليزية)
- نادي ميكي ماوس على موقع ميتاكريتيك (الإنجليزية)
- نادي ميكي ماوس على موقع روتن توميتوز (الإنجليزية)
- نادي ميكي ماوس على موقع نتفليكس (الإنجليزية)
- نادي ميكي ماوس على موقع فيلمافينيتي (الإسبانية)
- نادي ميكي ماوس على موقع ليتربوكسد (الإنجليزية)
- نادي ميكي ماوس على موقع كينوبويسك (الروسية)
- نادي ميكي ماوس على موقع ألو سيني (الفرنسية)
- نادي ميكي ماوس على موقع قاعدة بيانات الفيلم (الإنجليزية)
- الموقع الرسمي
- نادي ميكي ماوس  في قاعدة بيانات الأفلام على الإنترنت (بالإنجليزية)
- Mickey Mouse Clubhouse في قاعدة بيانات الرسوم المتحركة الكبيرة